# شوونیسم
شوونیسم (به فرانسوی: Chauvinisme) یا میهَن‌شیفتِگی در معنای اصلی و ابتدایی آن، یک نوع میهن‌پرستی افراطی و ستیزه‌جو و یک ایمان کور به برتری و شکوه ملّی است. با بسط معنا، شوونیسم به طرفداری افراطی و غیرعقلانی از هر گروهی که فرد عضو آن است، اطلاق می‌شود؛ به‌خصوص هر وقت این طرفداری، همراه با کینه و بداندیشی نسبت به گروه رقیب باشد. جینگوئیسم معادل انگلیسی این واژه فرانسوی است. همچنین، در کاربرد امروزی‌تر، به اعتقادی گفته می‌شود که در آن یک جنسیت خود را برتر، باهوش‌تر و مهم‌تر از جنسیت دیگر بداند.

## ریشه‌شناسی
این واژه از نام نیکولا شووین گرفته شده است، یک سرباز شبه عارف تحت فرمان ناپلئون بناپارت که به نظر می‌رسد در انقلاب فرانسه نیز خدمت کرده باشد. با وجود عدم محبوبیت بناپارتیسم در فرانسه بعد از ۱۸۱۵، گفته می‌شد شوون یک هوادار بسیار پُرحرارت بوده است و اغلب در لباسی با نماد امپراتور معزول مشاهده می‌شده است. این اصطلاح فرانسوی در اوایل دهه ۱۸۳۰ به وجود آمد و به آرامی به زبان انگلیسی راه یافت و در سال ۱۸۶۷ به ایالات متحده آمریکا رسید.